# فساد (اسلام)
فساد تعبیری است که در کتاب‌های اخلاقی دینی اسلام بکار رفته‌است. به بیشتر جرم‌های ضد قوانین اسلام مثل قتل، زنا، رشوه، پولشویی، شرابخواری و غیره عبارت فساد تلقی می‌شود. فساد در قرآن شدیداً تقبیح شده‌است.